# Cantone di Rougemont-le-Château
Il Cantone di Rougemont-le-Château era una divisione amministrativa dell'arrondissement di Belfort.
È stato soppresso a seguito della riforma complessiva dei cantoni del 2014, che è entrata in vigore con le elezioni dipartimentali del 2015.
Comprendeva i comuni di:
- Anjoutey
- Bourg-sous-Châtelet
- Étueffont
- Felon
- Lachapelle-sous-Rougemont
- Lamadeleine-Val-des-Anges
- Leval
- Petitefontaine
- Romagny-sous-Rougemont
- Rougemont-le-Château
- Saint-Germain-le-Châtelet